# Друга лига Словеније у кошарци
Друга лига Словеније у кошарци (словен. 2. SKL) је други ранг кошаркашких такмичења у Словенији. Лига се састоји од 12 екипа. 

## Клубови у сезони 2019/20.
- Цеље
- Љубљана
- Храстник
- Медводе
- Сежана
- Паркљи
- Плама Пур
- Илирија
- Постојна
- Шкофја Лока
- Триглав Крањ
- Троти